# Andrew Laszlo
Andrew Laszlo, född som László András, den 12 januari 1926 i Pápa i västra Ungern, död 7 oktober 2011 i Bozeman i Montana, var en ungersk-amerikansk filmfotograf mest känd för sitt arbete med kultfilmsklassikern The Warriors - krigarna. Han har också blivit Emmynominerad för bland annat sitt arbete i TV-serien Shōgun, vilket han blev under år 1980.

## Filmografi (i urval)
- 1964 – Fallet Julie
- 1966 – Big Boy
- 1968 – Razzia på Minskys
- 1969 – Popi
- 1970 – Osmak till tusen
- 1970 – Älskare och andra skojare
- 1970 – Ugglan och kissekatten
- 1971 – Så dog Jennifer
- 1972 – To Find a Man
- 1973 – Tre kompisar
- 1977 – Asfaltsdjungeln
- 1978 – Knivhugg går igen
- 1979 – The Warriors - krigarna
- 1980 – Shōgun (TV-serie)
- 1981 – Funhouse
- 1981 – Inkräktarna
- 1982 – Jag är lagen
- 1982 – First Blood
- 1984 – Streets of Fire
- 1984 – Som en tjuv om natten
- 1985 – Remo – obeväpnad, men livsfarlig
- 1986 – Poltergeist II – Den andra sidan
- 1987 – 24-timmarsjakten
- 1989 – Star Trek V – Den yttersta gränsen
- 1990 – Titta han spökar
- 1992 – Newsies